# إليس جونسون (لاعب كرة قاعدة)
إليس جونسون (بالإنجليزية: Ellis Johnson)‏ هو لاعب كرة قاعدة أمريكي، ولد في 8 ديسمبر 1892 في منيابولس في الولايات المتحدة، وتوفي بنفس المكان في 14 يناير 1965.

## وصلات خارجية
- إليس جونسون على موقعبيزبول رفرنس.كوم (الدوري الرئيسي) (الإنجليزية)
- إليس جونسون على موقعبيزبول رفرنس.كوم (الدوري الثانوي) (الإنجليزية)